# Ернест Маккалох
Ернест Армстронг Маккалох (англ. Ernest Armstrong McCulloch, 27 квітня 1926 — 20 січня 2011) — клітинний біолог Університету Торонто, найбільш відомий тим, що разом із Джеймсом Тіллом продемонстрував існування стовбурових клітин.

## Біографія
Маккалох народився в Торонто 27 квітня 1926 року і отримав освіту в Коледжі Верхньої Канади та Університеті Торонто.
Ернест Маккалох отримав ступінь доктора медицини в Університеті Торонто в 1948 році. Після закінчення навчання він розпочав наукову освіту в Інституті Лістера в Лондоні, Англія.
У 1957 році він приєднався до нещодавно створеного Інституту раку Онтаріо, де більшість його досліджень зосереджувалися на нормальному кровотворенні та лейкемії. Разом зі своїм колегою доктором Тіллом Маккалох створив перший кількісний клональний метод ідентифікації стовбурових клітин і використав цей метод для новаторських досліджень стовбурових клітин.
На початку 1960-х років Маккалох і Тілл почали серію експериментів, які включали введення клітин кісткового мозку опроміненим мишам. Видимі вузлики спостерігалися в селезінках мишей пропорційно кількості введених клітин кісткового мозку. Тіл і Маккалох назвали вузлики «колонією селезінки» і припустили, що кожен вузлик виник з однієї клітини кісткового мозку: можливо, стовбурової клітини.
У пізнішій роботі до цього дуету приєднався аспірант Енді Беккер, і вони продемонстрували, що кожен вузлик справді виникає з однієї клітини. Вони опублікували свої результати в Nature в 1963 році. У тому ж році, у співпраці з Лу Сіміновичем — канадським молекулярним біологом-новатором — вони отримали докази того, що ці клітини здатні до самовідновлення, що є ключовим аспектом функціонального визначення стовбурових клітин, яке вони сформулювали.
Пізніші дослідження Маккалоха стосувалися клітинних і молекулярних механізмів, що впливають на ріст бластом, отриманих із крові пацієнтів із гострим мієлобластним лейкозом.
У 1969 році Маккалох разом з Джеймсом Тіллом отримав міжнародну премію Гайрднера на знак визнання їхньої розробки техніки «колоній селезінки» для вимірювання здатності примітивних нормальних і неопластичних клітин до розмноження та диференціювання в організмі. Цей метод допоміг отримати важливі знання про нормальне формування клітин крові, поведінку лейкемічних клітин і методи лікування лейкемії та інші аспекти клітинної біології.
У 1974 році Маккалох став членом Королівського товариства Канади. У 1988 році він став офіцером Ордена Канади, а в 2006 році став членом Ордена Онтаріо. У 1999 році він був обраний членом Лондонського Королівського товариства. У 2004 році Маккалох був прийнятий до канадської Зали медичної слави. Він має почесне звання почесного професора Університету Торонто.

## Вибрані видання
- McCulloch, E.A.; Till, J.E. (1960). The radiation sensitivity of normal mouse bone marrow cells, determined by quantitative marrow transplantation into irradiated mice. Radiation Research. 13 (1): 115—125. Bibcode:1960RadR...13..115M. doi:10.2307/3570877. JSTOR 3570877. {{cite journal}}: |hdl-access= вимагає |hdl= (довідка)
- Till, J.E., McCulloch, E.A. (1961) A direct measurement of the radiation sensitivity of normal mouse bone marrow cells. Radiation Research 14:213-22. [Link to article]
- Becker, A.J., McCulloch, E.A., Till, J.E. (1963) Cytological demonstration of the clonal nature of spleen colonies derived from transplanted mouse marrow cells. Nature 197:452-4. [Link to article]
- Siminovitch, L., McCulloch, E.A., Till, J.E. (1963) The distribution of colony-forming cells among spleen colonies. Journal of Cellular and Comparative Physiology 62:327-36. [Link to article]
- Till, J.E., McCulloch, E.A., Siminovitch, L. (1964) A stochastic model of stem cell proliferation, based on the growth of spleen colony-forming cells. Proceedings of the National Academy of Sciences (USA) 51(1):29–36. [Link to article]
- McCulloch, E.A., Siminovitch, L., Till, J.E. (1964) Spleen-colony formation in anaemic mice of genotype WWv. Science 144(1620):844–846. [Link to article]
- McCulloch, E.A., Siminovitch, L., Till, J.E., Russell, E.S., Bernstein, S.E. (1965) The cellular basis of the genetically determined hemopoietic defect in anaemic mice of genotype Sl/Sld. Blood 26(4):399–410. [Link to article]
- Wu, A.M., Till, J.E., Siminovitch, L., McCulloch, E.A. (1968) Cytological evidence for a relationship between normal hematopoietic colony-forming cells and cells of the lymphoid system. J Exp Med 127(3):455–464. [Link to article]
- Worton, R.G., McCulloch, E.A., Till, J.E. (1969) Physical separation of hemopoietic stem cells differing in their capacity for self-renewal. J Exp Med 130(1):91–103. [Link to article]
- McCulloch, E.A. (2003) Stem cells and diversity. Leukemia 17:1042–48.
- McCulloch, E.A. (2003) Normal, and leukaemic hematopoietic stem cells and lineages. In: Stem Cells Handbook, Ed. Stewart Sell, Humana Press, Totowa N.J., pp. 119–31.